# ウナイ・エメリ
ウナイ・エメリ（Unai Emery, 1971年11月3日 - ）は、スペイン・オンダリビア出身の元サッカー選手、現サッカー指導者。アストン・ヴィラFCの監督を務める。
稀代の戦術家、堅実なチームマネジメント力を持ち合わせた監督として知られる。

## 経歴

### 家族
祖父・父・叔父がサッカー選手であった。祖父は1920年代から1930年代にプレーし、コパ・デル・レイで2度の優勝経験がある。父親と叔父はともにゴールキーパーとしてプレーした。

### 選手時代
レアル・ソシエダの下部組織出身であり、ポジションは左サイドハーフ。24歳だった1995年にトップチームデビューしたが、トップチームでは5試合出場1得点（アルバセテ・バロンピエ戦）に留まった。1996年にCDトレド、2000年にラシン・フェロル、2002年にCDレガネスに移籍したが、選手としては目立った活躍はできず、セグンダ・ディビシオン（2部）やセグンダ・ディビシオンB（3部相当）のクラブを転々とした。

### 指導者時代

#### ロルカとアルメリア
2004年11月、所属していたロルカ・デポルティーバCFの監督が更迭されると、クラブは深刻な膝の故障で戦列を離れていたエメリに監督就任を依頼した。エメリは現役を引退するとともに、33歳にしてロルカの監督に就任し、クラブ史上初のセグンダ・ディビシオン昇格へと導く。さらに、同シーズンのコパ・デル・レイでは、プリメーラ・ディビシオン（1部）のマラガCFから金星を挙げた。2005-06シーズンは昇格初年度ながら勝ち点69を稼ぎ、ロルカを5位に躍進させた。昇格圏からはわずか勝ち点5差であった。
2006年夏に同じセグンダ・ディビシオンのUDアルメリアの監督に就任すると、2006-07シーズン終了後にはやはりクラブ史上初のプリメーラ・ディビシオン（1部）昇格を果たし、セグンダ・ディビシオン最優秀監督に選出された。なお、エメリが退任したロルカは2006-07シーズン終了後にセグンダ・ディビシオンB降格となっている。2007-08シーズンにはセビージャFCやレアル・マドリードに勝利する采配を見せ、プリメーラ・ディビシオンで8位に入った。

#### バレンシア

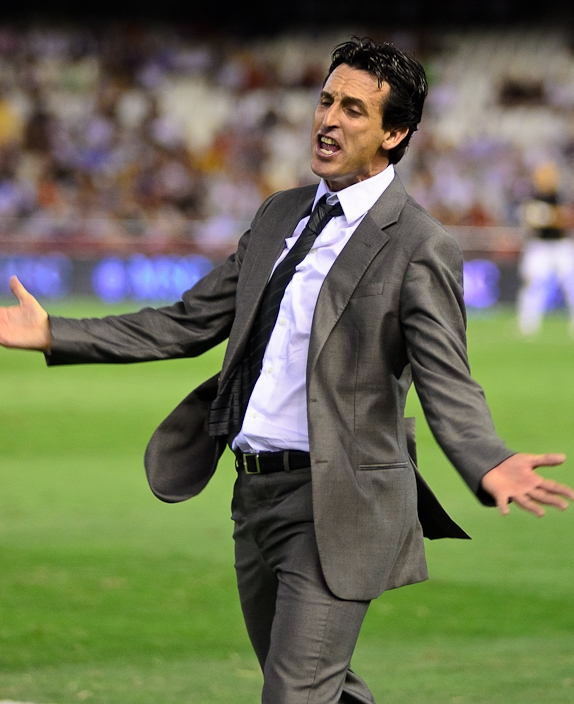
バレンシア監督時代（2011年）

2008年夏、ロナルド・クーマン監督の後任としてバレンシアCF監督に就任。就任時には36歳であり、バレンシア史上最年少の監督となった。深刻な財政難によって補強が進まず、シーズン中には給料未払いが発覚するなどクラブは混乱状態にあったが、2008-09シーズンは6位でUEFAヨーロッパリーグ出場権を獲得した。同シーズンのUEFAヨーロッパリーグではラウンド32でFCディナモ・キーウ（ウクライナ）に敗れ、コパ・デル・レイでは準々決勝でセビージャに敗れた。就任2年目となった2009-10シーズンにはクラブを3位に導き、2シーズンぶりにUEFAチャンピオンズリーグ出場権を取り戻した。同シーズンのUEFAヨーロッパリーグでは準々決勝でアトレティコ・マドリード（スペイン）と対戦し、結果的に優勝するクラブにアウェーゴール差で敗れた。コパ・デル・レイではラウンド16でデポルティーボ・ラ・コルーニャに2試合合計3-4で敗れた。
2010年夏にはダビド・ビジャがFCバルセロナに移籍し、ダビド・シルバがマンチェスター・シティFCに移籍した。飛車角が抜けたにもかかわらず、エメリのバレンシアは国内リーグ戦最初の6試合で5勝1分の好成績を挙げ、UEFAチャンピオンズリーグではブルサスポル（トルコ）に4-0で快勝した。同大会では決勝トーナメント進出を果たしたが、決勝トーナメント1回戦でシャルケ04（ドイツ）に敗れ、コパ・デル・レイでもラウンド16でビジャレアルCFに敗れた。国内リーグ戦では2シーズン連続で3位となり、再びUEFAチャンピオンズリーグ出場権を獲得した。2011年夏にはフアン・マタがチェルシーFCに移籍し、2年間でビジャ、シルバ、マタといったスター選手が相次いで退団したにもかかわらず、2011-12シーズンのリーグ戦も3位で終え、クラブ史上初めて3シーズン連続でUEFAチャンピオンズリーグ出場権を獲得した監督となった。同シーズン終盤にはシーズン終了後の退団が発表され、後任にはマウリシオ・ペジェグリーノの就任が内定した。

#### スパルタク・モスクワ
2012年5月13日、ロシア・プレミアリーグ・FCスパルタク・モスクワのレオニド・フェドゥン会長が、同年夏のエメリの監督就任を発表した。契約期間は2年間。2012-13シーズンのUEFAチャンピオンズリーグではグループ最下位でグループリーグ敗退が決定。リーグ戦では中位に沈み、11月25日第17節のFCディナモ・モスクワ戦では1-5で惨敗を喫した。同日、スパルタク監督解任が発表された(解任時点での順位は7位)。

#### セビージャ

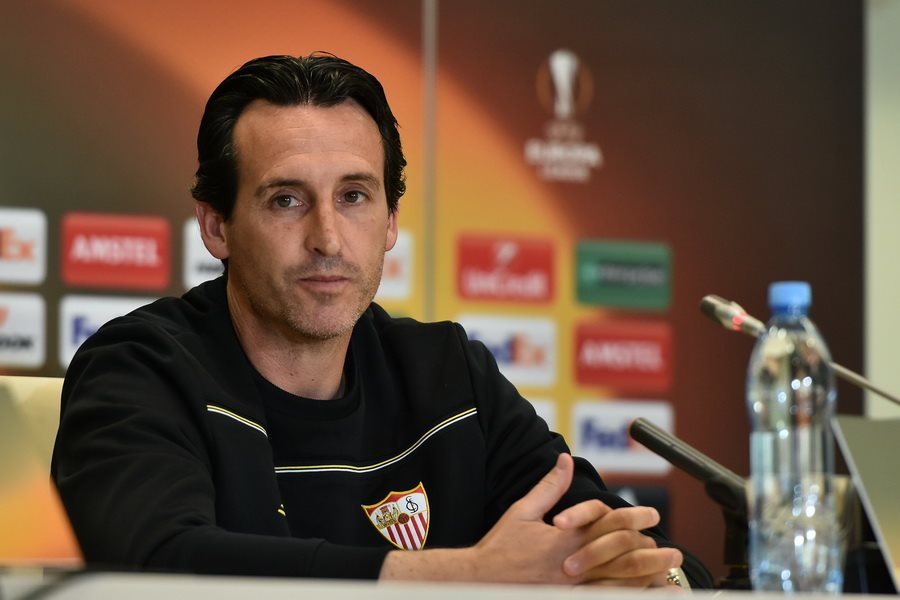
セビージャ監督時代（2016年）

2013年1月14日、解任されたミチェルの後任としてセビージャFCの監督に就任した。就任1年半でUEFAヨーロッパリーグを連覇するなどの功績が評価され、SSCナポリなど他クラブが興味を示していたが、2015年6月5日にセビージャとの契約を延長した。翌2015-16の国内リーグは、昨季より成績を下げたものの、ELではUEFA史上初となる3連覇の偉業を成し遂げた。契約期間は2017年6月までとなっていたが、このシーズンをもって勇退した。

#### パリ・サンジェルマン
2016年6月28日、パリ・サンジェルマンFCの監督に就任した。チャンピオンズリーグでは過去23度対戦し、1度しか勝利していないFCバルセロナとベスト16で対戦。1stレグで4-0と大勝しベスト8進出を手繰り寄せるも、2ndで1-6とまさかの大逆転負けを喫し敗退。就任当時4連覇中だったリーグ・アンでも、ASモナコに優勝を譲り5連覇を逃した。国内カップ戦では2冠を達成。
翌シーズンのチャンピオンズリーグベスト16ではレアル・マドリードと対戦し、1stレグではアウェイで先制するも逆転を許し1-3で敗戦、2ndレグで1-2で敗戦しまたしてもベスト8進出を逃した。国内では、2年ぶりのリーグ優勝とカップ戦を含め3冠を達成し、リーグ・アン最優秀監督賞を受賞した。このシーズン限りで監督を退任した。

#### アーセナル
2018年5月23日、アーセナルFCの監督に就任することが発表された。プレミアリーグ第32節ニューカッスル戦に勝利しホーム戦10連勝を記録した。これは1997年12月から1998年5月かけて達成して以来21年ぶりの快挙であった。この勝利により3位に浮上し念願のCL出場権獲得が目前となった。しかしその後、格下相手に勝点を取りこぼし続け結果的にはプレミアリーグ5位となり、CL出場権獲得圏内である4位をあと一歩のところで逃してしまった。リーグ戦でのCL出場権獲得は逃してしまったが、優勝すればCL出場権が獲得できるヨーロッパリーグでチームを決勝に導いた。しかし、チェルシーに4-1と敗れ準優勝に終わり、アーセナルは3シーズン連続でCL不出場が決定した。
2シーズン目を迎えCL復帰を志すも、4勝6分3敗と成績不振が目立ち、ヨーロッパリーグのグループステージ第5節フランクフルト戦で逆転負けを喫した。この結果により公式戦7試合連続未勝利となった。これはアーセナル史上1992年2月以来27年ぶりとなる不名誉な記録であった。スカイスポーツ等の数々の英国メディアは試合後クラブ首脳陣でのミーティングが行われたと報じる。このミーティングはエメリの進退を決めるものであったとのことだ。このミーティングでエメリの最終解任が決定されたと考えられる。そして、2019年11月29日にクラブの公式ホームページにより、エメリの解任が公式発表された。アーセナル退団後、自身の右腕として10年以上連れ添っていたアシスタントコーチのフアン・カルロス・カルセドが独り立ちすることになった。

#### ビジャレアル
2020年7月23日、ビジャレアルCFの監督に就任した。就任1年目となる2020-21シーズンはリーグ戦こそ7位だったものの、UEFAヨーロッパリーグではベスト8でFCディナモ・キーウを、ベスト4で古巣アーセナルを破り、マンチェスター・ユナイテッドとの決勝では22人にも及ぶ長丁場のPK戦を制して、クラブ史上初となるヨーロッパリーグ優勝へ導いた。自身はセビージャ時代の3連覇に続き、4度目のヨーロッパリーグ優勝となった。
2021-22シーズンは、リーグ戦では昨年と同じく7位に終わったが、ヨーロッパリーグ王者として出場したUEFAチャンピオンズリーグではマンチェスターユナイテッド、アタランタ、ヤングボーイズと同組になったグループFを2位で通過すると、ベスト16でユヴェントス、ベスト8でバイエルン・ミュンヘンといった強豪を破る快進撃を見せた。準決勝ではリヴァプールに2戦合計2-5で敗れたものの、クラブを2005-06シーズン以来のCLベスト4へ導いた。

#### アストン・ヴィラ
ビジャレアルで3年目の指揮をとっていた2022-23シーズン途中の2022年10月24日、成績不振のため解任されたスティーヴン・ジェラードの後任として、アストン・ヴィラFCの監督に就任することが発表され、アーセナルの監督を解任された19-20シーズン以来のプレミアリーグ復帰となった。
就任後は、初めて指揮を執った試合で27年ぶりにホームでマンチェスター・ユナイテッドを破るなど、降格の危機に陥っていたチームを立て直し、最終的には翌シーズンのUEFAヨーロッパカンファレンスリーグ出場圏内である7位でフィニッシュ。チームを13年ぶりの欧州大会へ導いた。

## エピソード
「監督から選手たちは信頼してくれていると感じなければならないのがサッカーであり、マネジメントである、これは単なる戦術以上のものだと思う」と語り、選手のモチベーションを保つことが戦術よりも大切だという考えを信条とする。実際、セグンダ・ディビシオンのUDアルメリア監督時代には自信を落としていたチームに戦術を落とし込んだのち、全選手にチャンスがあることを示すためにサイコロを振ってスターティングメンバーを選び、初陣を3-0で勝利しアルメリアを8位に導いた。
バレンシア時代には「自分自身が選手時代は本を読まず、コーチになってから本を読み始めた事がとても役に立った。だから少しでも早く現役選手には本読んで欲しいと思った」と読むことを強制しないが興味があれば、自分のオフィスに来るようにと選手1人1人に2冊ずつ本をプレゼントし勧めた。
なお、自身はペップ・グアルディオラやマルセロ・ビエルサの伝記、スペインの小説家マヌエル・バスケス・モンタルバンのエッセイなどを読んだといい「アスリートは勝ったり負けたり、勝ったり負けたりの繰り返しですよね。その中で自分をコントロールし、サポーターやメディアと感情的にバランスをとることに役立ちました」と語る。

## 指導者成績
2024年8月31日時点
| クラブ                   | 就任          | 退任           | 記録 | 記録 | 記録 | 記録 | 記録   |
| クラブ                   | 就任          | 退任           | 試   | 勝   | 引   | 敗   | 勝率   |
| ------------------------ | ------------- | -------------- | ---- | ---- | ---- | ---- | ------ |
| ロルカ・デポルティーバCF | 2005年1月6日  | 2006年6月22日  | 80   | 36   | 22   | 22   | 045.00 |
| UDアルメリア             | 2006年6月22日 | 2008年5月22日  | 84   | 39   | 20   | 25   | 046.43 |
| バレンシアCF             | 2008年5月22日 | 2012年5月14日  | 220  | 107  | 58   | 55   | 048.64 |
| FCスパルタク・モスクワ   | 2012年5月14日 | 2012年11月25日 | 26   | 12   | 4    | 10   | 046.15 |
| セビージャFC             | 2013年1月14日 | 2016年6月12日  | 205  | 107  | 43   | 55   | 052.20 |
| パリ・サンジェルマンFC   | 2016年6月28日 | 2018年5月14日  | 114  | 87   | 15   | 12   | 076.32 |
| アーセナルFC             | 2018年5月23日 | 2019年11月29日 | 78   | 43   | 16   | 19   | 055.13 |
| ビジャレアルCF           | 2020年7月23日 | 2022年10月24日 | 130  | 66   | 33   | 31   | 050.77 |
| アストン・ヴィラFC       | 2022年11月1日 | 現在           | 86   | 46   | 15   | 25   | 053.49 |
| 通算成績                 | 通算成績      | 通算成績       | 883  | 474  | 187  | 222  | 053.68 |

## タイトル
いずれも指導者時代のもの。

### クラブ
セビージャFC
- UEFAヨーロッパリーグ : 2013-14, 2014-15, 2015-16

パリ・サンジェルマン
- リーグ1 : 2017-18
- クープ・ドゥ・フランス : 2016-17, 2017-18
- クープ・ドゥ・ラ・リーグ : 2016-17, 2017-18
- トロフェ・デ・シャンピオン : 2016, 2017

ビジャレアルCF
- UEFAヨーロッパリーグ : 2020-21

### 個人
- セグンダ・ディビシオン・ミゲル・ムニョス賞 (最優秀監督賞) : 2005-06, 2006-07[28]
- リーグ1・最優秀監督賞 : 2017-18
- プレミアリーグ月間最優秀監督賞 : 1回（2023年4月）[29]